# Nordirlands damlandslag i fotboll
Nordirlands damlandslag i fotboll representerar Nordirland i fotboll på damsidan. Landslaget spelade sin första match den 7 september 1973 borta mot England. De har aldrig kvalat in till VM. Nordirland kvalade in till EM 2022.